# Aleksander Wolszczan

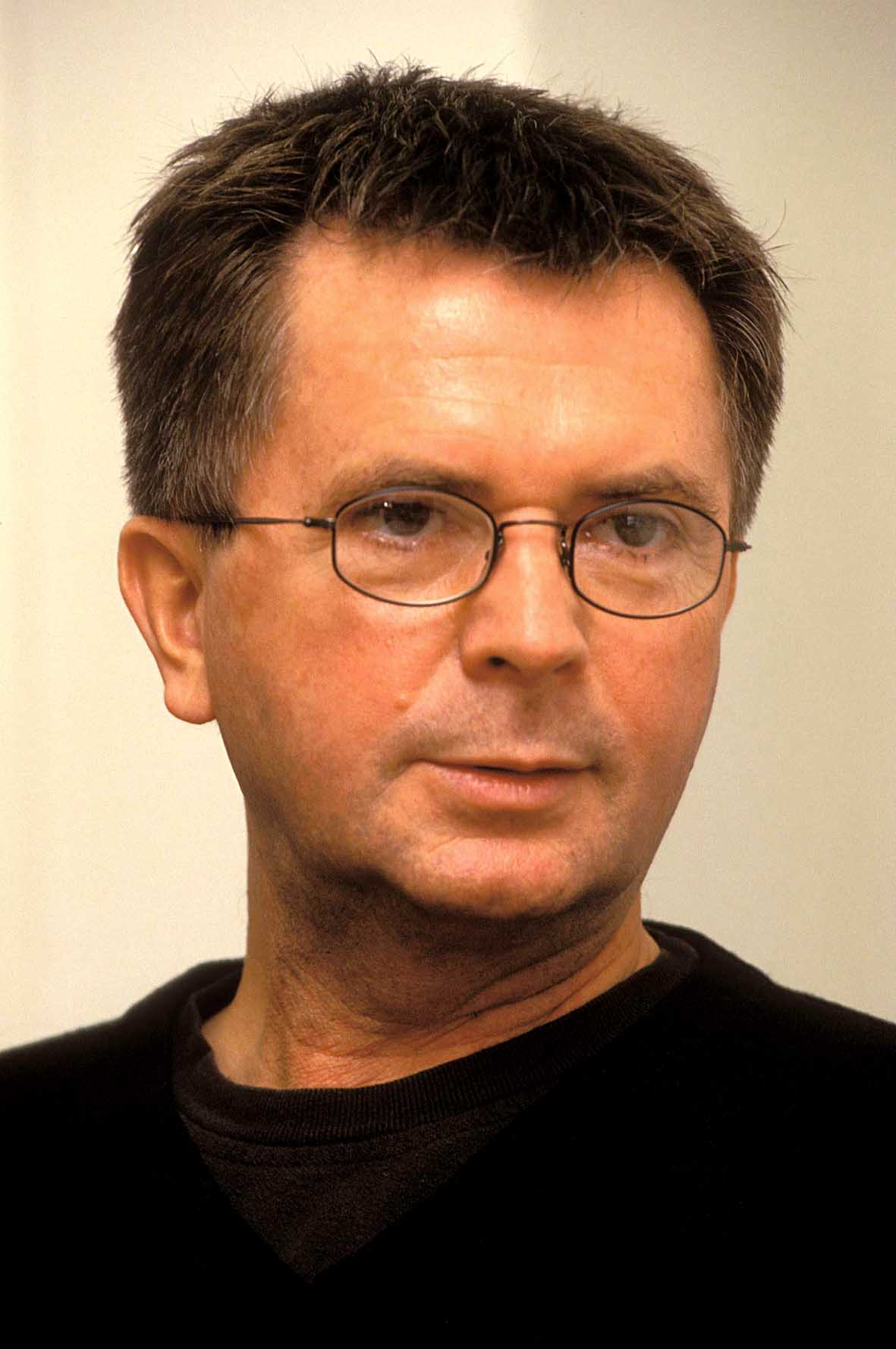
Aleksander Wolszczan 2007

Aleksander Wolszczan (anhörenⓘ) (* 29. April 1946 in Szczecinek, Polen) ist ein polnischer Astronom. Er ist der Entdecker der ersten Exoplaneten bzw. Pulsarplaneten.

## Biografie
Wolszczan ist in Stettin aufgewachsen (und heute Ehrenbürger der Stadt). Er studierte an der Universität Toruń und war anschließend dort als wissenschaftlicher Mitarbeiter tätig. 1975 promovierte er und zog 1982 in die USA, um an der Cornell University in Ithaca, New York und der Princeton University zu arbeiten. Seit 1994 ist er Professor an der Universität Toruń und ein Mitglied der Polnischen Akademie der Wissenschaften.
Zusammen mit Dale Frail machte er astronomische Beobachtungen vom Arecibo-Observatorium aus, die zur Entdeckung des Pulsars PSR B1257+12 im Jahre 1990 führten. Die Datenanalyse der Entdeckung konnte zeigen, dass der Pulsar von zwei Planeten mit mindestens 3,4 und 2,8 Erdmassen umkreist wird. Die Umlaufbahnen betragen 0,36 und 0,47 Astronomische Einheiten. Dieses Planetensystem war das erste außer dem Sonnensystem, das im Universum nachgewiesen wurde.
Wolszczan und Frail veröffentlichten ihre Ergebnisse 1992 und 1994. Obwohl es zu Beginn viel Kritik an der Veröffentlichung gab, wird sie heute stark anerkannt.
1996 erhielt Wolszczan den Beatrice-M.-Tinsley-Preis der American Astronomical Society und 2002 war sein Bild auf einer polnischen Briefmarke zu sehen. 2001 erhielt er die Marian-Smoluchowski-Medaille.
Im Jahre 2003 bestimmten Maciej Konacki und Wolszczan die Bahnneigung der beiden Planeten und zeigten damit, dass deren Massen etwa 3,9 und 4,3 Erdmassen sind.